# Peak Sport Products
Peak Sport Products Co., Limited è un'azienda cinese produttrice di abbigliamento sportivo e calzature con sede a Quanzhou. Fu fondata nel 1989, nel 2009 fu quotata nella Borsa di Hong Kong, ma a causa dei pochi risultati in borsa, la società fu acquisita nell'agosto 2017.
Fin dall'inizio il basket è sempre stato il business più forte di Peak. Però oggi la società copre una varietà di sport come il calcio, pallavolo, atletica, tennis, nuoto eccetera. Peak sta sviluppando la sua attività in America, Europa, Asia e Oceania con più di 5.000 negozi esclusivi. L'azienda possiede anche molte fabbriche in Asia con 600 dipendenti e più di 6.000 operai.

## Settori di attività
Peak Sport vende tutti i suoi prodotti in Cina all'ingrosso a distributori che operano, direttamente o tramite operatori di punti vendita terzi, punti vendita autorizzati Peak. Vende inoltre i suoi prodotti all'ingrosso a clienti esteri, nonché a distributori esteri che li vendono poi a consumatori, rivenditori o squadre e club sportivi.
A metà del 2009, Peak Sport Products Company disponeva di una rete di distribuzione di 5.667 punti vendita autorizzati in Cina, gestiti dai distributori di Peak Sport o da operatori terzi dei punti vendita.

## Controversie
Peak utilizza cotone da Xinjiang e ha respinto le notizie di violazioni dei diritti umani nel settore. L'allora capo esecutivo di Peak, Ren Zhihua, ha pubblicizzato i legami della società con la Xinjiang Litai Silk Road Investment, una società accusata di utilizzare il lavoro forzato, nonostante le critiche.

## Sponsorizzazioni

### Comitati olimpici
- Algeria
- Belgio[4][5]
- Brasile
- Cipro
- Egitto
- Islanda
- Iraq
- Giordania
- Libano
- Nuova Zelanda
- Romania
- Arabia Saudita
- Serbia
- Slovenia
- Ucraina

### Competizioni
- FIBA Stanković Continental Champions' Cup
- WTA nella regione asiatica del Pacifico

- WTA Pattaya Open

### Associazioni
- FIBA Asia
- LNB
- PBA
- NBA

### Basket

#### Nazionali
- Algeria
- Camerun
- Ciad
- Germania
- Iran[6]
- Lettonia
- Libano
- Mali
- Niger
- Nigeria
- Nuova Zelanda[7]
- Perù
- Qatar
- Rep. Centrafricana
- Romania
- Serbia
- Sudan del Sud
- Suriname
- Uzbekistan[8]

#### Squadre
- Atenas
- Gimnasia y Esgrima Comodoro Rivadavia
- San Martín de Corrientes
- Bendigo Spirit
- Wolves Verviers-Pepinster
- Mississauga Power
- Colo-Colo
- Meralco Bolts
- Provence Basket
- Élan béarnais Pau-Lacq-Orthez[9]
- TBB Trier
- PAOK
- Club Sagesse Beirut
- Al Mouttahed Tripoli
- Tadamon Zouk
- AS Monaco
- ZZ Leiden
- CS Universitatea Cluj-Napoca
- Nacional

#### Cestisti
- Matthew Dellavedova (Cleveland Cavaliers)
- Andrew Nicholson (Guangdond Southern Tigers)
- Andrew Wiggins (Golden State Warriors)
- Terrence Romeo
- Tony Parker (ritirato)
- Răzvan Berbecaru
- Codrin Brendea
- Miloš Teodosić (Virtus Bologna)
- Beno Udrih (BC Žalgiris)
- Anthony Morrow (free agent)
- Carl Landry (Jilin Northeast Tigers)
- Kyle Singler (free agent)
- Lou Williams (Los Angeles Clippers)
- Miles Plumlee (free agent)

### Calcio

#### Squadre
- WA Tlemcen
- Sani Pro
- Hetten FC
- Shanghai Zobon
- Shenyang Dongjin
- Muscat Club
- Codrin Brendea
- ND Triglav
- Unión Estepona
- Transvaal

### Hockey su prato

#### Nazionali
- Ucraina

### Nuoto

#### Nazionali
- Ucraina

### Pallamano

#### Squadre
- Visoko

### Pallavolo

#### Nazionali
- Romania
- Serbia

#### Pallavolisti
- Rachel Anne Daquis (Cignal HD Spikers)
- Chase Budinger

### Pugilato
Peak fu lo sponsor tecnico della Nazionale Brasiliana di Pugilato durante la Saint Petersburg Governor Cup, disputata tra il 7 e l'11 maggio 2019 e i Giochi Olimpici di Tokyo 2020.

### Tennis

#### Tennisti
- Olga Govortsova